# Microceraphron subterraneus
Microceraphron subterraneus är en stekelart som beskrevs av Szelenyi 1980. Microceraphron subterraneus ingår i släktet Microceraphron och familjen pysslingsteklar. Inga underarter finns listade i Catalogue of Life.